# Heinrich von Spreckelsen
Heinrich von Spreckelsen (* um 1550 in Hamburg; † 22. Mai 1604 ebenda) war ein Hamburger Ratsherr.

## Leben
Am 21. Februar 1588 wurde Spreckelsen zum Ratsherr gewählt. Er starb 1604 und wurde in der Hauptkirche Sankt Nikolai beigesetzt.

## Familie
Spreckelsen war ein Sohn des Hamburger Bürgermeisters Peter von Spreckelsen und ein Enkel des Bürgermeisters Johann von Spreckelsen. Seine Mutter, Margareta von Tzeven († 1565), war die Tochter des Bürgermeisters Erich von Tzeven († 1504) und die fünfte Ehefrau des Vaters Heinrich von Spreckelsens.
Er war mit Catharina Hackmann, Tochter des Bürgermeisters Albert Hackmann (1520–1580) verheiratet. Aus dieser Ehe gingen vier Töchter und die beiden Söhne Peter und Albert hervor, welche aber beide starben, ohne Nachkommen zu hinterlassen.